# Seznam nemških komikov
Seznam nemških komikov.

## A
- Eddi Arent (1925–2013)

## B
- Hugo Egon Balder

## D
- Sammy Drechsel

## E
- Elton (komik)
- Anke Engelke

## F
- Werner Finck

## H
- Dieter Hallervorden
- Michael Herbig
- Hanns Dieter Hüsch

## J
- Harald Juhnke

## N
- Dieter Nuhr

## R
- Stefan Raab
- Otto Reutter

## S
- Hilmi Sözer (1970)